# الجول (رخية)

تعديل مصدري - تعديل

الجول هي إحدى قرى عزلة رخية بمديرية رخية التابعة لمحافظة حضرموت، بلغ تعداد سكانها 198 نسمة حسب تعداد اليمن لعام 2004.